# 四島司
四島 司（ししま つかさ、1925年1月1日 - 2015年2月23日）は、日本の銀行家。

## 経歴
福岡県福岡市出身。父は福岡無尽（後の福岡相互銀行、福岡シティ銀行、現・西日本シティ銀行）創業者の四島一二三。1949年（昭和24年）に慶應義塾大学経済学部を卒業し、1951年（昭和26年）11月に一二三が経営する福岡相互銀行に入行した。
1956年（昭和31年）5月に取締役に就任し、1958年（昭和33年）5月に常務、1967年（昭和42年）5月に専務を経て、1969年（昭和44年）5月に一二三の後任として頭取に就任。2003年（平成15年）6月まで務めた。
1985年（昭和60年）11月に藍綬褒章を受章し、1995年（平成7年）4月に勲二等瑞宝章を受章。
2015年（平成27年）2月23日、心不全のために死去。90歳没。

## 人物
磯崎新に支店の設計を依頼し、大分支店（1967年）を皮切りに各地の支店の設計を経て、1972年（昭和47年）には本店の設計も磯崎が行った。磯崎は本店内の美術作品の制作を他の美術家に依頼することを四島に提案し、四島自身も行内を彩る美術作品の収集に力を入れた。四島が収集した現代美術のコレクションの一部は、没後に一般公開されている。